# Jerzyn

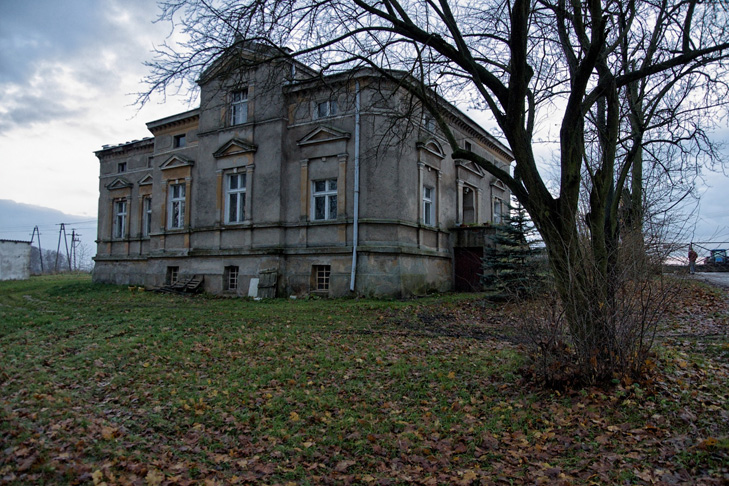
Ehemaliges Gutshaus von Jerzyn

Jerzyn ist ein Dorf der Gemeinde Pobiedziska im Powiat Poznański in der Woiwodschaft Großpolen im westlichen Zentral-Polen. Der Ort befindet sich etwa 4 km nordwestlich von Pobiedziska und 20 km nordöstlich der Landeshauptstadt Poznań und gehört zum Schulzenamt Złotniczki.

## Geschichte
Der Ort gehörte nach der Zweiten Teilung Polens 1793 zum Kreis Schroda und ab 4. Januar 1900 zum Kreis Posen-Ost. Am 1. Dezember 1910 hatte der Ort 172 Einwohner. Das Gut im Ort, auch Vorwerk bezeichnet, gehörte kurzzeitig der briefadeligen Familie von Brandis, die ursprünglich aus Niedersachsen stammt. Gutsherr war der kgl. preuß. Rittmeister d. Landwehr Bernhard von Brandis.
In den Jahren 1975 bis 1998 gehörte der Ort zur Woiwodschaft Posen.